# Maksimilián Voloshin
Maksimilián Aleksándrovich Kirienko-Voloshin (ruso:Максимилиан Александрович Кириенко-Волошин), más conocido como Maksimilián Voloshin (Kiev, 16 de mayojul./ 28 de mayo de 1877greg. - Koktebel, 11 de agosto de 1932) fue un notable poeta ruso, considerado uno de los principales exponentes de la Edad de Plata de la cultura y la literatura rusas. Se hizo famoso como poeta y crítico literario y artístico. Sus artículos se publicaron en muchas revistas de principios del siglo XX, entre ellas Vesý, Zolotóye runó ("Vellocino de oro") y Apolo.
También fue conocido por sus brillantes traducciones de una serie de francés y de la prosa poética de obras en ruso.

## Biografía

### Educación
Voloshin nació en Kiev en 1877. Según se ha afirmado, estudió unos pocos años en el Polivánov y en una escuela de Crimea, Después de la escuela secundaria ingresó en la Universidad de Moscú, cuando en Rusia resurgía el movimiento estudiantil radical. Se cree que participó de forma activa en dicho movimiento, lo que tuvo como consecuencia su expulsión de la universidad, en 1899.

### Viajes
Sin desanimarse, Voloshin "continuó sus viajes a lo largo y ancho de Rusia, con frecuencia a pie". En 1900 formó parte de una expedición de peritaje para la ruta de ferrocarril Oremburgo-Tashkent.
Describió así este período de su vida:

El último año del odioso siglo XIX estaba llegando a su fin; 1900 fue el año de las Tres conversaciones de Vladímir Soloviov, el año de la Rebelión de los Bóxers en China, un año en el que, en diferentes lugares de Rusia, varios jóvenes rusos, que luego llegarían a ser poetas y portadores de su espíritu, sintieron clara y tangiblemente el cambio de los tiempos. En las estepas y desiertos del Turquestán, por donde yo conduje caravanas de camellos, pasé por las mismas experiencias, y por las mismas fechas, que Blok en los pantanos de Shájmatovo, y Bely ante los muros del Monasterio Novodévichi.

Tras su regreso a Moscú, Voloshin no intentó volver a ingresar en la universidad, sino que continuó viajando por Europa Occidental, Grecia, Turquía y Egipto. Se ha dicho que su estancia en París y sus viajes a través de Francia tuvieron un efecto particularmente profundo sobre él y que regresó a Rusia convertido en un "auténtico parisino". Aunque durante esta época existían en Rusia varios grupos y tendencias literarias, en lo que se conoció como la Edad de Plata, Voloshin permaneció al margen, a pesar de ser amigo íntimo de muchas destacadas figuras culturales de la época. En unos versos dirigidos a Valeri Briúsov escribió: "En vuestro mundo yo soy un transeúnte, cercano a todos y sin embargo extraño a todos".
Cuando un loco rasgó con un cuchillo el famoso óleo de Iliá Repin titulado Iván el Terrible matando a su hijo, conmoviendo a la intelectualidad rusa, Voloshin fue la única persona del país que defendió al agresor, indicando que había sido una declaración estética apropiada en relación con una pintura que exhibía tanta sangre y tan mal gusto. Voloshin mantuvo un breve matrimonio con la pintora Margarita Sabáshnikova. Su ruptura tuvo un profundo efecto en la obra del poeta. Regresó a Koktebel, en Crimea, donde había pasado su infancia. Su primera colección de poemas apareció en 1910, y fue pronto seguida por otras. Sus ensayos escogidos aparecieron en 1914.

### Años de guerra

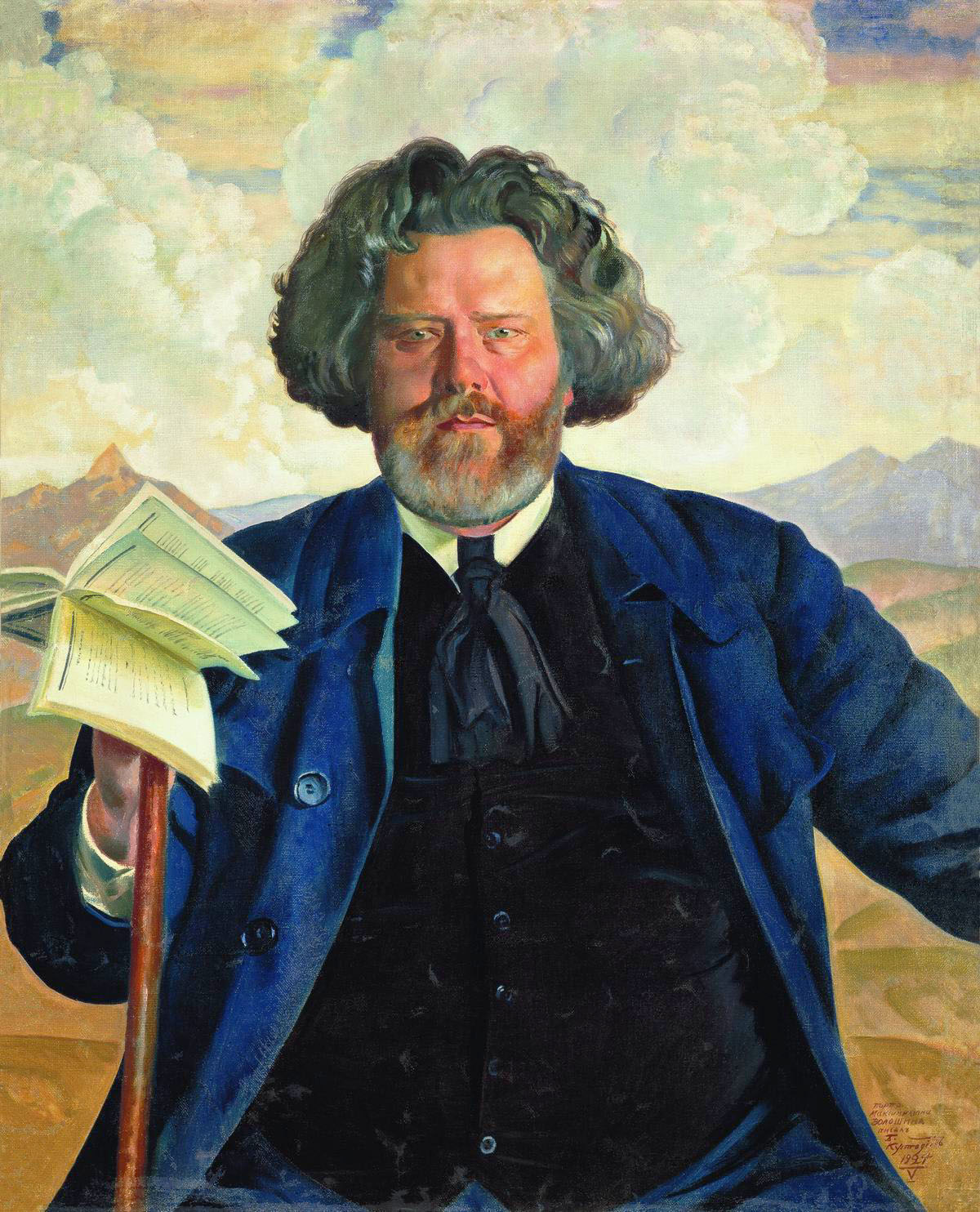
Maksimilián Voloshin, por Borís Kustódiev (1924).

Durante la Primera Guerra Mundial, la Revolución rusa y la Guerra civil, Voloshin, que al estallar la guerra vivía en Suiza, demostró ser un autor de poemas con un profundo sentido, embarcándose en una exploración, basada en la filosofía y en la historia, de los trágicos acontecimientos que se desarrollaban contemporáneamente en Rusia. Fue conocido por su humanismo, ya que hizo un llamamiento a, "en los días de las revoluciones, ser un humano, y no un ciudadano" y a "en los disturbios de la guerra, comprender la unidad. No ser una parte, sino el todo: no de un partido, sino de los dos". Regresó a Francia, donde permaneció hasta 1916. Un año antes de la Revolución de Febrero en Rusia, regresó a su país natal y se instaló en Koktebel. Allí viviría hasta su muerte. La guerra civil lo impulsó a escribir largos poemas relacionando lo que estaba ocurriendo en Rusia con el remoto pasado legendario del país. Más tarde, fue acusado del peor pecado en el libro ideológico soviético: mantenerse al margen de las luchas políticas entre rojos y blancos. En realidad no fue así, ya que protegióa a los blancos de los rojos y a los rojos de los blancos. Su casa, hoy museo, fue un escondite clandestino para muchas personas cuyas vidas estaban en peligro.
Se ha dicho que "nunca hubo un poeta tan estrechamente ligado al lugar en que vivió. Recreó el mundo semilegendario de los cimerios en cuadros y poemas. Pintó paisajes de la primitiva Crimea oriental. La misma naturaleza parecía responder al arte de Voloshin. Si se mira hacia el este desde el Museo Voloshin, puede verse una montaña con una forma asombrosamente parecida a la del perfil de Voloshin."
Milagrosamente, Voloshin sobrevivió a la guerra civil, y en la década de 1920 abrió en su casa un hogar de descanso gratuito para escritores, consecuente con su rechazo de la propiedad privada. Continuó buscando su inspiración en la soledad y la contemplación de la naturaleza.
Aunque algunos críticos han opinado que la poesía de Voloshin "puede ser inferior estéticamente a la de Pasternak, digamos, o Ajmátova, y es un tanto irregular", se ha dicho que "contiene profundas intuiciones filosóficas y nos dice más acerca de la historia de Rusia que los textos de cualquier otro poeta". Muchos de los comentarios de Voloshin parecen casi proféticos. En un estado normal, escribió, hay dos clases fuera de la ley: la clase criminal y la clase dirigente. Hoy, Rusia ha realizado por completo este principio. La integridas de Voloshin y la profundidad de sus ideas hicieron que fuese ignorado en la Rusia soviética, y no se publicó ni un solo poema suyo en el país entre 1928 y 1961. Se ha especulado con la idea de que "si no hubiera muerto en 1932, con seguridad se habría convertido en una víctima más del Gran Terror. "No es la primera vez que, soñando con la libertad, construimos una nueva cárcel", reza el primer verso de uno de sus mejores poemas.

### Últimos años
Durante los últimos años de su vida, fue reconocido como notable acuarelista. Muchas de sus obras se encuentran en museos de todo el mundo, así como en colecciones privadas, en Rusia y en el extranjero.
El pueblecito de Voloshin, Koktebel, en el sudeste de Crimea, que inspiró gran parte de su poesía, todavía guarda la memoria de su famoso poeta, que está enterrado en una montaña que lleva su nombre. Su "Casa de un poeta", actualmente convertida en museo, continúa atrayendo a visitantes de todo el mundo, recuerdo de los días en que su propietario hacía de anfitrión para incontables poetas, artistas, actores, científicos y trotamundos.